# Camarillas (kommunhuvudort)
Camarillas är en kommunhuvudort i Spanien.   Den ligger i provinsen Provincia de Teruel och regionen Aragonien, i den östra delen av landet, 250 km öster om huvudstaden Madrid. Camarillas ligger 1 322 meter över havet och antalet invånare är 101.
Terrängen runt Camarillas är huvudsakligen kuperad, men söderut är den platt.  Trakten runt Camarillas är nära nog obefolkad, med mindre än två invånare per kvadratkilometer. Närmaste större samhälle är Aliaga, 8,1 km nordost om Camarillas. Trakten runt Camarillas består till största delen av jordbruksmark.